# Le Ringside
Le Ringside  est un club de danse et de jazz installé au 18 rue Thérèse, dans le 1er arrondissement de Paris, dans le quartier de l'Opéra de Paris, ouvert en 1950 à l'initiative du champion de boxe des poids welters Sugar Ray Robinson, d'où son nom : Ringside. 

## Le style
L'inauguration du club a été faite par un trio composé de Jean Bonal (guitare) Art Simmons (piano), et Pierre Michelot (basse). 
Par la suite, le club a accueilli  des musiciens de tous les genres de jazz : Bernard Peiffer, James Moody, Nelson Williams, Don Byas,  Django Reinhardt, Bill Coleman et de nombreux autres pendant plus de sept ans.

## Changement de lieu et de nom
En 1957, le Ringside ferme ses portes pour s'installer près des Champs Élysées au 23 rue d'Artois et il reçoit un nouveau  nom : Blue Note qui poursuit son activité en matière de jazz avec plus ou moins les mêmes musiciens et le même style.
Le Ringside était connu même aux États-Unis où le journal The Afro-american en faisait la description et l'éloge : « Two colored americans have places that stay open all night : Tom's barbecue (6 rue d'Antin) and The Ringside (run by Dick Edwards) at 18 rue Thérèse. You can eat at both places and both have music. The Ringside has a floor show and you can dance to real gone music. (trad : Il y a deux endroits qui restent ouvert toute la nuit et dont les propriétaires sont des noirs : Tom's barbecue (6 rue d'Antin) et Le Ringside au 18 rue Thérèse. On peut manger dans les deux et les deux donnent de la musique. Le Ringside a une piste de danse et on peut y entendre une musique corsée). »
« Gone » à partir des années 1940 était un terme employé par les musiciens de jazz pour désigner les artistes qui prenaient des narcotiques. Plus généralement, gone  se rapporte à une musique qui met en transe, ou simplement une musique cool, excellente, merveilleuse